# العلاقات الأنغولية الكوبية
العلاقات الأنغولية الكوبية هي العلاقات الثنائية التي تجمع بين أنغولا وكوبا.

## مقارنة بين البلدين
هذه مقارنة عامة ومرجعية للدولتين:
| وجه المقارنة                                              | أنغولا           | كوبا                              |
| --------------------------------------------------------- | ---------------- | --------------------------------- |
| المساحة (كم2)                                             | 1.25 مليون       | 109.88 ألف                        |
| عدد السكان (نسمة)                                         | 29.78 مليون      | 11.48 مليون                       |
| الكثافة السكانية (ن./كم²)                                 | 23.82            | 104.48                            |
| العاصمة                                                   | لواندا           | هافانا                            |
| اللغة الرسمية                                             | اللغة البرتغالية | اللغة الإسبانية                   |
| العملة                                                    | كوانزا أنغولي    | بيزو كوبي، بيزو كوبي قابل للتحويل |
| الناتج المحلي الإجمالي (بليون دولار)                      | 124.21 مليار     | 87.13 مليار                       |
| الناتج المحلي الإجمالي (تعادل القوة الشرائية) بليون دولار | 184.83 مليار     |                                   |
| الناتج المحلي الإجمالي الاسمي للفرد دولار أمريكي          | 4.10 ألف         |                                   |
| الناتج المحلي الإجمالي للفرد دولار أمريكي                 |                  |                                   |
| مؤشر التنمية البشرية                                      | 0.533            | 0.769                             |
| رمز المكالمات الدولي                                      | +244             | +53                               |
| رمز الإنترنت                                              | .ao              | .cu                               |
| المنطقة الزمنية                                           | ت ع م+01:00      | 00                                |

## منظمات دولية مشتركة
يشترك البلدان في عضوية مجموعة من المنظمات الدولية، منها:
| علم المنظمة | اسم المنظمة                                 | تاريخ انضمام أنغولا | تاريخ انضمام كوبا |
| ----------- | ------------------------------------------- | ------------------- | ----------------- |
|             | منظمة الشرطة الجنائية الدولية               | ?                   | ?                 |
|             | منظمة التجارة العالمية                      | ?                   | ?                 |
|             | منظمة حظر الأسلحة الكيميائية                | ?                   | ?                 |
|             | يونسكو                                      | 11 مارس 1977        | 29 أغسطس 1947     |
|             | مجموعة دول أفريقيا والكاريبي والمحيط الهادئ | ?                   | ?                 |
|             | الأمم المتحدة                               | 1 ديسمبر 1976       | 24 أكتوبر 1945    |
|             | الاتحاد الدولي للاتصالات                    | 13 أكتوبر 1976      | 16 يناير 1918     |
|             | الاتحاد البريدي العالمي                     | ?                   | ?                 |

## وصلات خارجية
- موقع وزارة الخارجية الأنغولية
- موقع وزارة الخارجية الكوبية